# Proletkult
Proletkult (akronym z proletářská kultura, пролетарская культура) bylo komunistické kulturní hnutí usilující o rozvoj kultury a umění s orientací na proletariát. Hnutí působilo v carském Rusku a později na celém území SSSR (a velmi okrajově i v Mongolsku a Tuvinské lidové republice). Po vítězství bolševismu jeho význam dramaticky narostl, avšak v polovině dvacátých let vinou vnitřních rozporů a politických okolností prakticky zaniklo. Nezanedbatelný vliv mělo uskupení i v zahraničí.

## Hnutí mezi léty 1906 a 1917
Sociální demokrat a od roku 1903 bolševik Alexandr Alexandrovič Bogdanov pracoval na „supervědě“ tektologii, ve které kombinoval myšlenky Marxe a Saint-Simona, kteří však podle Bogdanova hrubě zanedbávali nezbytnost vytvoření nového pozitivního všelidového umění a kultury.
Na základě tohoto přesvědčení založil v roce 1906 hnutí Proletkult, k němuž se později připojovali další intelektuálové, umělci a vizionáři. Hnutí však mělo do pádu cara jen malý vliv.
Složení sympatizantů hnutí však již anticipovalo budoucí názorový konflikt mezi:
- utopistickými umělci hledající radikální inovace (ideově spříznění se suprematismem a konstruktivismem),
- pragmatiky orientovanými na demokratizaci kultury (zpřístupnění masám) a konkrétní řešení zlepšující podmínky proletariátu,
- názorově nevyzrálými nebo nevyhraněnými.

## Hnutí po roce 1917
V době revoluční a porevoluční politické nestability se Proletkult věnoval propagandistické a osvětové činnosti. Vzhledem k situaci (například úrovni gramotnosti) především produkoval plakáty a organizoval divadelní vystoupení, v nichž populární formou seznamoval veřejnost se svými ideály.
Po překonání anomie se objevili vlivní kritici Proletkultu, kteří se domnívali, že proletářská kultura by měla vznikat „zdola“. Rovněž Lenin nebyl hnutí příliš nakloněn, protože nezapadalo do jeho nové ekonomické politiky. Rovněž konflikt v hnutí se prohloubil (například ve sporech okolo Tatlinovy Věže třetí internacionály). Nakonec pozdější velké budovatelské projekty (například Magnitogorsk) často realizovali zahraniční umělci, především němečtí levicoví architekti a urbanisté, protože domácí umělci zabředávali v nepraktických diskuzích o urbanizačních a deurbanizačních teoriích, o způsobech nastolení souladu prostorového uspořádání pracovních, rekreačních a obytných zón s komunistickým životním stylem.
Neustálé teoretické diskuse umělců spojených s Proletkultem zakládaly podezření z politické nespolehlivosti. Tyto okolnosti přispěly k etablování části bývalých proburžoazních elit (například realizování Leninova mausolea Ščusevem). Po opuštění NEPu a nástupu Stalina došlo prakticky k zániku sovětské avantgardy a Proletkultu.